# Aldo Poretti
Aldo Poretti (* 30. November 1906; † unbekannt) war ein Schweizer Fussballspieler.

## Karriere

### Vereine
Poretti gehörte dem FC Lugano als Stürmer an, für den er von 1925 bis 1929 in der Gruppe Ost der Serie A, der seinerzeit höchsten Schweizer Spielklasse, Punktspiele bestritt und diese mit seiner Mannschaft als Fünft-, zweimal als Dritt- und zuletzt als Zweitplatzierter abschloss.
Die Saison 1929/30 bestritt er für den Karlsruher FV in der vom Süddeutschen Fussball-Verband organisierten Meisterschaft in der Bezirksliga Württemberg/Baden, einer der vier regional höchsten Spielklassen, die in jeweils zwei Gruppen unterteilt waren, Punktspiele. Als Erstplatzierter, punktgleich mit dem Freiburger FC hervorgegangen, entschied letztgenannter Verein das Entscheidungsspiel in Offenbach mit 4:2 für sich. Dennoch nahm er mit seiner Mannschaft an der Endrunde um die Süddeutsche Meisterschaft teil; die Gruppe Südost in der Runde der Zweiten/Dritten wurde als Viertplatzierter beendet.
In die Schweiz zurückgekehrt, spielte er von 1930 bis 1936 erneut für den FC Lugano, zunächst in der Gruppe Ost der 1. Liga, dann in der Gruppe 1 der Nationalliga. Im Wettbewerb um den Schweizer Cup erreichte er mit seiner Mannschaft am 10. Mai 1931 den Final, den er mit seinem Tor zum 2:1 in der 118. Minute über den Grasshopper Club Zürich zugunsten seiner Mannschaft entschied.
Zur Saison 1936/37 zum BSC Young Boys gewechselt, bestritt er in der Nationalliga A drei Spielzeiten, wobei seine erste als Zweitplatzierter, dann als Dritt- und Zehntplatzierter beendet wurde.

### Nationalmannschaft
Für die Schweizer Nationalmannschaft bestritt er im Zeitraum von nahezu zehn Jahren elf Länderspiele, in denen er vier Tore erzielte.
Bei seinem Debüt am 10. Oktober 1926 im Stadion Hohe Warte in Wien erzielte er bei der 1:7-Niederlage gegen die Nationalmannschaft Österreichs mit dem Treffer zum 1:4 in 51. Minute sein erstes Tor. Bei der 2:4-Niederlage am 5. Februar 1930 in Rom gegen die Nationalmannschaft Italiens gelangen ihm mit den Treffern zum 1:0 in der 17. und 2:0 in der 19. Minute sogar zwei Tore. Seinen letzten Einsatz als Nationalspieler bestritt er am 18. Juni 1936 im Ullevaal-Stadion in Oslo beim 2:1-Sieg über die Nationalmannschaft Norwegens.

## Erfolge
- Zweiter der Schweizer Meisterschaft 1937
- Schweizer Cup-Sieger 1931